# La Higuerita (San Cristóbal de La Laguna)
La Higuerita es un barrio del municipio de San Cristóbal de La Laguna, en la isla de Tenerife (Canarias, España). Alcanza una altitud máxima de 350 m s. n. m. y dista 3 kilómetros del casco urbano de San Cristóbal de La Laguna. Constituye un sector de la entidad de población conocida como La Cuesta, localizada en la franja meridional del municipio.

## Demografía
No aparece como entidad independiente en los censos de población al ser englobado, junto a otros barrios, en La Cuesta.

## Edificios y lugares de interés
- La Parroquia de San Cristóbal, inicia su andadura el 14 de mayo de 1963, día en el que Monseñor don Luis Franco Cascón decretó la erección canónica.[2]

- El barrio  cuenta desde el año 2008 con un Polideportivo que contiene una piscina, gimnasio y una pista cubierta superpuestos en tres niveles. Dicho polideportivo fue ejecutado por encargo del Ayuntamiento entre los años 2004 y 2008, este trabajo ha sido diseñado y construido por un equipo técnico organizado por GBGV Arquitectos, dirigido por Federico García Barba.[3]

## Transportes
En autobús —guagua— queda conectado mediante las siguientes líneas de TITSA: 
| Línea | Trayecto               | Recorrido     | Frecuencia   |
| ----- | ---------------------- | ------------- | ------------ |
| 014   | Santa Cruz - La Laguna | Horario/Línea | 5-10 minutos |